# Стоил Попов (актьор)
Стоил Пеев Попов е български актьор.

## Биография
Роден е на 29 юни 1920 г. в град Казанлък. Завършва право в СУ „Св. Климент Охридски“ през 1943 г. и Държавната театрална школа в София (днес НАТФИЗ) при Николай Масалитинов през 1946 г. Участва в основаването на Народния театър за младежта. Работи в Народния театър за младежта (1945−1966), НДТ „Сълза и смях“.
Има участия и в киното, телевизията, радиото и естрадата. Носител на национални награди и държавни отличия.
Починал на 28 януари 2007 г. в гр. София.

## Награди и отличия
- „Заслужил артист“ (1977)

## Театрални роли
- „Котаракът в чизми“ (от Н. Стойчева-Данчова) – Регента (дебют на сцената на Народния театър за младежта, София) (1945 г.)[1]
- „Златното ключе“ (по Алексей Николаевич Толстой) – Карабас-Барабас[1]
- „Червената шапчица“ (от Е. Шварц) – Вълкът[1]
- „Вълкът и седемте козлета“ (от М. Ковал) – Вълкът[1]
- „Аленото цвете“ (по С. Аксаков) – Баба Яга[1]
- „Вълшебникът от Оз“ (по Лиман Франк Баум) – Страхливият лъв[1]
- „Сватбено пътешествие“ (от В. Диховични) – Проф. Синелников[1]
- „Щедра вечер“ (от В. Блажек) – Силният мъж[1]
- „Чужд човек“ (от И. Дворецки) – Плужин[1]
- „Въпрос на принцип“ (от Н. Йорданов) – Николов[1]
- „Кухнята“ (от А. Уескър) – Макс[1]
- „Разбойник“ (от Карел Чапек) – Шефилд[1]
- „Покана от Париж“ (от П. Панчев) – Бай Васил[1]

## Телевизионен театър
- „Ревизорски уроци“ (1988) (Радослав Михайлов), 2 части
- „Донаборник“ (1981)
- „Левски“ (1977) (от Васил Мирчовски, реж. Гертруда Луканова)

## Филмография
- Старчето с карираните панталони (тв, 1989) – началникът на леля Фарида
- В името на народа (8-сер. тв, 1984) – аптекарят
- Капитан Петко войвода (12-сер. тв, 1981)
- Нощните бдения на поп Вечерко (тв, 1980)
- Когато вадиш кестени от огъня (1979)
- Изчезналият проектант (1978) - бохемът Къци
- Семейство (1977) - дядото на стълбището
- Записки по българските въстания (13 серии, 1976-1980) - (във II серия) – общинар
- На всеки километър II (1971), 13 серии – кръчмарят Апостол
- Таралежите се раждат без бодли (1971)
- Князът (1970) – татаринът убиец, пратеник на Смилец
- На всеки километър (1969 – 1971), 26 серии – кръчмарят Постол Ефтимов (в XIX серия: „Хищникът“ – 1971)
- Ивайло (1963)
- Калоян (1963)
- Маргаритка (1961) - старшината в ЦУМ
- Последният рунд (1961) – шофьорът на автобуса / майорът от милицията
- Нощта срещу 13-и (1960) – (като Ст. Попов)
- Пътища (1959) – (в новелата „Пътят минава през Беловир“)
- Стубленските липи (1960) – Пешо Безсолния
- Малката (1958) - работникът, даващ герданчето на бебето против уроки
- Животът си тече тихо... (1957)
- Тайната вечеря на Седмаците (1957) – Коцо от стопанството